# Pterois andover
Pterois andover là một loài cá biển thuộc chi Pterois trong họ Cá mù làn. Loài này được mô tả lần đầu tiên vào năm 2008.

## Từ nguyên
Từ định danh andover được đặt theo tên gọi của tập đoàn Andover, một công ty xây dựng và quản lý các hoạt động liên quan đến biển và đại dương, do chủ tịch Sinducajana Sulistyo là người đã đấu giá thành công để bảo tồn loài cá này.

## Phân bố
P. andover hiện chỉ được biết đến ở cụm đảo phía đông Indonesia (Halmahera, phía bắc Sulawesi và Flores, Indonesia) và một phần Papua New Guinea (tỉnh Milne Bay và đảo New Ireland).
P. andover sống trên/gần các rạn san hô được bao quanh bởi nền đáy mềm (cát bùn), độ sâu đến ít nhất là 70 m.

## Mô tả
Chiều dài cơ thể lớn nhất được ghi nhận ở P. andover là 23 cm.
Số gai vây lưng: 13; Số tia vây lưng: 11; Số gai vây hậu môn: 3; Số tia vây hậu môn: 7; Số gai vây bụng: 1; Số tia vây bụng: 5; Số tia vây ngực: 12–14.